# Байкал (залив)
Байкал — внутренний залив Сахалинского залива Охотского моря у северного берега острова Сахалин.
На берегу залива расположено село Москальво.

## Гидроним
Открыт в 1846 году командиром корабля «Константин» А. М. Гавриловым, который назвал его Обман, так как залив первоначально был принят в тумане за вход в Амурский лиман.
Впоследствии был назван по имени российского военного транспорта «Байкал», который в 1849 году под командой Г. И. Невельского проводил исследования в устье Амура.

## Общие данные
Залив Байкал представляет собой преимущественно мелководный (глубина от 0,5 до 25 м) водоем, вдающийся в берег к югу от залива Помрь. Ширина залива у входа — 20 км. Большая часть залива Байкал представляет собой обширную литораль, обнажающуюся во время отливов. Приливы неправильные суточные, их величина около 2 м.
С севера залив Байкал отделен от Сахалинского залива низким песчаным островом Уш, который делит вход на Восточный и Западный проходы. По Восточному проходу, максимальная глубина которого составляет 21 м, пролегает фарватер, ведущий в порт Москальво. Вдоль берегов залива широкой полосой тянется осушка.
В заливе Байкал находится бухта Грязная и несколько небольших бухт без названия.
В ноябре залив замерзает. Продолжительность ледового периода не менее 200 дней.
На побережьях залива Байкал доминируют болотные торфяные и торфяно-глеевые почвы низинных и верховых болот и сухо-торфянистые иллювиально-многогумусные почвы.